# Maria Eleonora d'Assia-Rotenburg
Maria Eleonora d'Assia-Rotenburg (Maria Eleonore Amalia; 25 febbraio 1675 – Sulzbach, 27 gennaio 1720) era Langravia d'Assia-Rotenburg per nascita e fu Contessa Palatina di Sulzbach per matrimonio. È un'antenata di Alberto, Duca di Baviera.

## Biografia
Maria Eleonora era la seconda dei figli di Guglielmo, Langravio d'Assia-Rotenburg e di sua moglie Maria Anna di Löwenstein-Wertheim-Rochefort. Fu una sorella maggiore di Ernesto Leopoldo d'Assia-Rotenburg, futuro sovrano della sua nativa Assia-Rotenburg.
Fidanzata a Teodoro Eustachio di Sulzbach, l'erede del regnante Conta Palatino di Sulzbach Cristiano Augusto, si sposò il 9 giugno 1692 a Lobositz in Boemia. La coppia ebbe nove figli, di cui tre avrebbero avuto ulteriormente progenie.
Morì a Sulzbach all'età di 44 anni.

## Figli
1. Contessa Palatina Amalia Augusta Maria Anna di Sulzbach (7 giugno 1693 - 18 gennaio 1762) morì nubile.
2. Conte Palatino Giuseppe Carlo (2 novembre 1694 - 18 luglio 1729) sposò Elisabetta Augusta di Neuburg ed ebbe figli.
3. Contessa Palatina Francesca Cristina di Sulzbach (16 maggio 1696 - 16 luglio 1776) Badessa di Essen.
4. Contessa Palatina Ernestina Elisabetta Giovanna di Sulzbach (15 maggio 1697 - 14 aprile 1775) sposò Guglielmo II, Langravio d'Assia-Wanfried-Rheinfels, senza figli.
5. Conte Palatino Giovanni Guglielmo Filippo di Sulzbach (3 giugno 1698 - 12 aprile 1699) morì nell'infanzia.
6. Giovanni Cristiano, Conte Palatino di Sulzbach (23 gennaio 1700 - 20 luglio 1733) sposò Maria Henriette de La Tour d'Auvergne ed ebbe figli; sposò Eleonora d'Assia-Rotenburg, senza figli.
7. Contessa Palatina Elisabetta Eleonora Augusta di Sulzbach (19 aprile 1702 - 10 febbraio 1704) morì nell'infanzia.
8. Contessa Palatina Anna Cristina di Sulzbach (5 febbraio 1704 - 12 marzo 1723) sposò Carlo Emanuele, Principe di Piemonte ed ebbe figli.
9. Conte Palatino Giovanni Guglielmo Augusto di Sulzbach (21 agosto 1706 - 28 agosto 1708) morì nell'infanzia.

## Ascendenza
|                                                   |                                                     |                                        | Genitori                                   |  |  | Nonni |  |  | Bisnonni                |  |  | Trisnonni                   |  |
|                                                   |                                                     |                                        |                                            |  |  |       |  |  | Maurizio d'Assia-Kassel |  |  | Guglielmo IV d'Assia-Kassel |  |
|                                                   |                                                     |                                        |                                            |  |  |       |  |  | Maurizio d'Assia-Kassel |  |  | Guglielmo IV d'Assia-Kassel |  |
|                                                   |                                                     | Sabina di Württemberg                  |                                            |  |  |       |  |  | Maurizio d'Assia-Kassel |  |  |                             |  |
| Ernesto d'Assia-Rheinfels                         |                                                     |                                        |                                            |  |  |       |  |  | Maurizio d'Assia-Kassel |  |  |                             |  |
|                                                   |                                                     | Giuliana di Nassau-Dillenburg          | Giovanni VII di Nassau-Siegen              |  |  |       |  |  |                         |  |  |                             |  |
|                                                   |                                                     | Giuliana di Nassau-Dillenburg          | Giovanni VII di Nassau-Siegen              |  |  |       |  |  |                         |  |  |                             |  |
|                                                   |                                                     | Giuliana di Nassau-Dillenburg          | Maddalena di Waldeck                       |  |  |       |  |  |                         |  |  |                             |  |
| Guglielmo d'Assia-Rotenburg                       |                                                     | Giuliana di Nassau-Dillenburg          |                                            |  |  |       |  |  |                         |  |  |                             |  |
|                                                   |                                                     | Filippo Reinardo I di Solms-Hohensolms | …                                          |  |  |       |  |  |                         |  |  |                             |  |
|                                                   |                                                     | Filippo Reinardo I di Solms-Hohensolms | …                                          |  |  |       |  |  |                         |  |  |                             |  |
|                                                   |                                                     | Filippo Reinardo I di Solms-Hohensolms | …                                          |  |  |       |  |  |                         |  |  |                             |  |
| Maria Eleonora di Solms-Hohensolms                |                                                     | Filippo Reinardo I di Solms-Hohensolms |                                            |  |  |       |  |  |                         |  |  |                             |  |
|                                                   |                                                     | Elisabetta di Wied                     | …                                          |  |  |       |  |  |                         |  |  |                             |  |
|                                                   |                                                     | Elisabetta di Wied                     | …                                          |  |  |       |  |  |                         |  |  |                             |  |
|                                                   |                                                     | Elisabetta di Wied                     | …                                          |  |  |       |  |  |                         |  |  |                             |  |
| Maria Eleonora d'Assia-Rotenburg                  |                                                     | Elisabetta di Wied                     |                                            |  |  |       |  |  |                         |  |  |                             |  |
|                                                   | Giovanni Teodorico di Löwenstein-Wertheim-Rochefort | …                                      |                                            |  |  |       |  |  |                         |  |  |                             |  |
|                                                   | Giovanni Teodorico di Löwenstein-Wertheim-Rochefort | …                                      |                                            |  |  |       |  |  |                         |  |  |                             |  |
|                                                   | Giovanni Teodorico di Löwenstein-Wertheim-Rochefort | …                                      |                                            |  |  |       |  |  |                         |  |  |                             |  |
| Ferdinando Carlo di Löwenstein-Wertheim-Rochefort | Giovanni Teodorico di Löwenstein-Wertheim-Rochefort |                                        |                                            |  |  |       |  |  |                         |  |  |                             |  |
|                                                   |                                                     | Josine von der Marck                   | …                                          |  |  |       |  |  |                         |  |  |                             |  |
|                                                   |                                                     | Josine von der Marck                   | …                                          |  |  |       |  |  |                         |  |  |                             |  |
|                                                   |                                                     | Josine von der Marck                   | …                                          |  |  |       |  |  |                         |  |  |                             |  |
| Maria Anna of Löwenstein-Wertheim-Rochefort       |                                                     | Josine von der Marck                   |                                            |  |  |       |  |  |                         |  |  |                             |  |
|                                                   |                                                     | Egon VIII di Fürstenberg-Heiligenberg  | Federico di Fürstenberg-Heiligenberg       |  |  |       |  |  |                         |  |  |                             |  |
|                                                   |                                                     | Egon VIII di Fürstenberg-Heiligenberg  | Federico di Fürstenberg-Heiligenberg       |  |  |       |  |  |                         |  |  |                             |  |
|                                                   |                                                     | Egon VIII di Fürstenberg-Heiligenberg  | Elisabetta di Sulz                         |  |  |       |  |  |                         |  |  |                             |  |
| Anna Maria Fürstenberg-Heiligenberg               |                                                     | Egon VIII di Fürstenberg-Heiligenberg  |                                            |  |  |       |  |  |                         |  |  |                             |  |
|                                                   |                                                     | Anna Maria di Hohenzollern-Hechingen   | Giovanni Giorgio di Hohenzollern-Hechingen |  |  |       |  |  |                         |  |  |                             |  |
|                                                   |                                                     | Anna Maria di Hohenzollern-Hechingen   | Giovanni Giorgio di Hohenzollern-Hechingen |  |  |       |  |  |                         |  |  |                             |  |
|                                                   |                                                     | Anna Maria di Hohenzollern-Hechingen   | Francesca di Salm-Neufville                |  |  |       |  |  |                         |  |  |                             |  |
|                                                   |                                                     | Anna Maria di Hohenzollern-Hechingen   |                                            |  |  |       |  |  |                         |  |  |                             |  |

## Titoli e trattamento
- 25 febbraio 1675 - 9 giugno 1692 Sua Altezza Serenissima Principessa Maria Eleonora d'Assia-Rotenburg
- 9 giugno 1692 - 23 aprile 1708 Sua Altezza Serenissima La Principessa Ereditaria di Sulzbach
- 23 aprile 1708 - 27 gennaio 1720 Sua Altezza Serenissima La Contessa Palatina di Sulzbach